# Костантино I (Арборея)

Юдикат Арборея на карте средневековой Сардинии

Костантино I ди Лакон-Серра (Costantino I di Lacon-Serra) — судья Арбореи в 1-й трети 12 в.
Сын Гонарио II ди Лакон-Серра и Елены ди Орру. Точное время его правления не определено и с трудом поддаётся оценке. Известно, что оно проходило во время войны между Пизой и Генуей 1119—1133 гг., и Костантино I был сторонником Пизы.
Как и его предшественники, он ежегодно выплачивал Святому Престолу 1100 безантов в обмен на папское покровительство.
Костантино I поощрял развитие монастырей, что давало ощутимые экономические преимущества в виде повышения грамотности и внедрения новых технологий в сельское хозяйство, ремесленное производство и строительство.
Согласно Condaghe de Santa Maria de Bonarcado, женой Костантино I была Анна ди Цори, от которой у него было двое сыновей:
- Комита II, судья Арбореи, упом. в декабре 1131 и в 1144
- Орцокоре (Орроко) III, судья Арбореи, наследовал брату.

Однако по мнению некоторых историков, они приходились Костантино I братьями.